# Liburni
I Liburni furono un antico popolo marittimo, di ceppo indoeuropeo, che nel I millennio a.C. abitava le coste settentrionali dell'Adriatico.

## Etnonimo
I Liburni abitavano, oltre alla Dalmazia settentrionale, diverse colonie costiere fra le attuali Marche pesaresi e l'Abruzzo. Ancora in epoca storica si sapeva della loro colonia di Truentum (presso la foce del fiume Tronto sulla riva destra, in corrispondenza dell'attuale abitato di Martinsicuro in provincia di Teramo). Dell'etnonimo si può dire solo che ha un suffisso presente in Italia nei più antichi esempi di onomastica, toponomastica e nomenclature varie (es. Livorno da pers. etrusco, Velturno-Bz, dal retico non i.e., lat. laburnum, ecc.).

## Storia
I Liburni erano organizzati in una dodecapolia e praticavano un'intensa attività di pirateria, con le caratteristiche navi liburniche, sfruttando al meglio le caratteristiche del loro territorio. Le peculiarità dei Liburni rispetto ai vicini Illiri erano già note allo storiografo greco Pseudo Scilace.

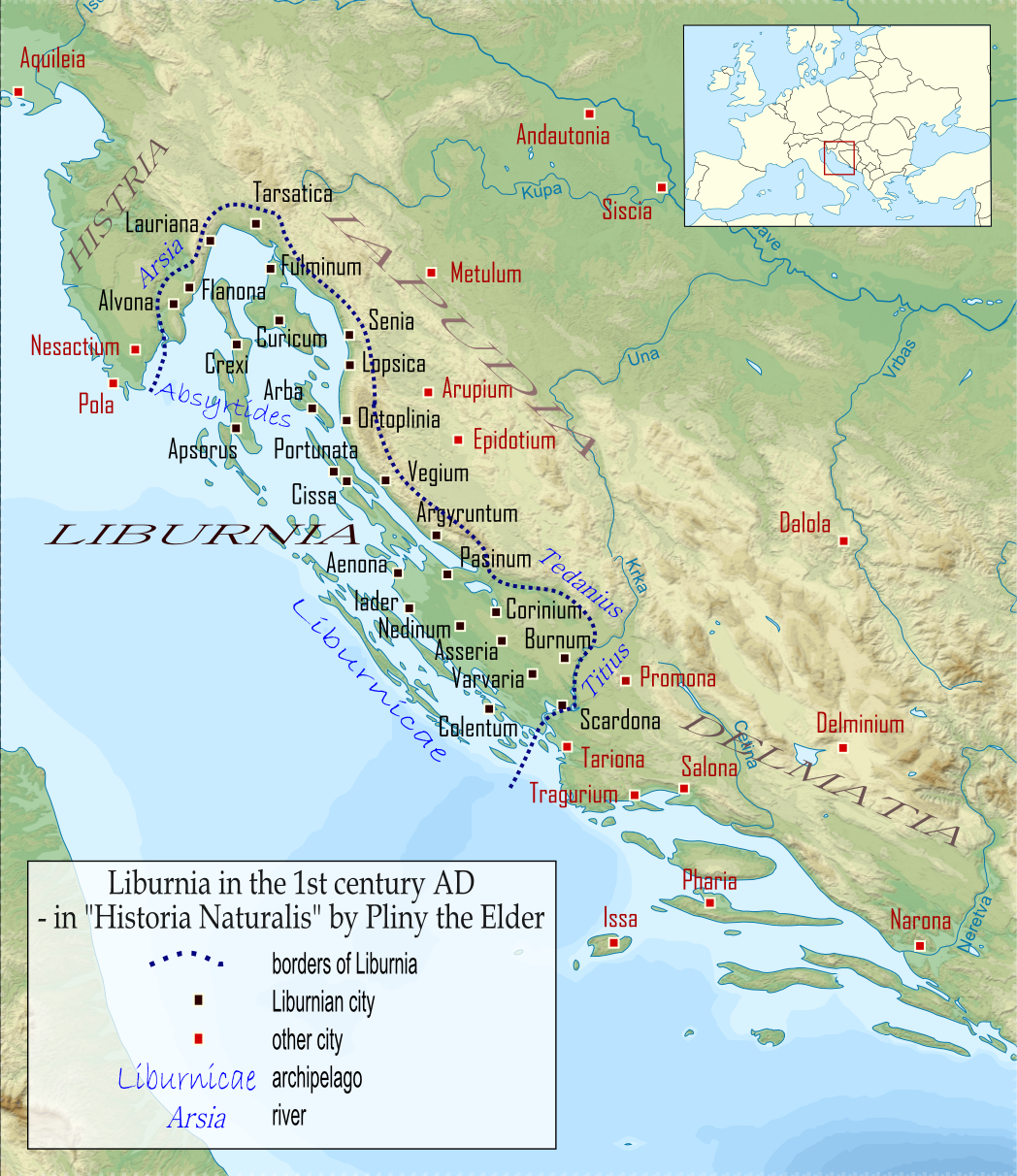
La Liburnia sotto il dominio romano (I secolo)

I Liburni furono assoggettati a Roma alla metà del II secolo a.C. e il loro territorio, identificato dai romani con la regione costiera a nordest dell'Adriatico tra il fiume Arsa (in croato oggi Raša) in Istria e il fiume Titius (oggi Cherca o Krka in croato) in Dalmazia, fu annesso alla provincia dell'Illirico. Nell'inverno del 51/50 a.C., Gaio Giulio Cesare si trovava in Gallia cisalpina e Appiano di Alessandria racconta che, quando il proconsole delle Gallie e dell'Illyricum seppe che i Delmatae avevano occupato la città di Promona dei Liburni, alleati dei Romani, Cesare inviò degli ambasciatori affinché la città fosse restituita ai Liburni. Ottenendone un netto rifiuto, inviò contro di loro un forte distaccamento del suo esercito, che purtroppo venne totalmente distrutto dagli Illiri. Cesare non fu, però, in grado di intervenire nuovamente, poiché non poteva permettersi di intraprendere una nuova guerra, visto che le sue più grandi preoccupazioni erano rivolte a Roma, contro la fazione ostile degli optimates capeggiati da Catone e Pompeo. Una nuova guerra civile era ormai alle porte. Due anni più tardi, nel 48 a.C., sempre Cesare inviò contro di loro, due legioni sotto il comando di un certo Q. Cornifico come questor pro praetore. Quest'ultimo riuscì a battere i Liburni della zona di Iader in uno scontro navale.
I Liburni sono, quindi, menzionati da Appiano di Alessandria nel corso delle campagne militari di Ottaviano in Illirico (35-33 a.C.). Durante questa guerra, Ottaviano pretese la consegna di tutte le navi, in modo da evitare che per il futuro potessero praticare ancora la pirateria.

## Società
Sembra che, assieme a Istri e Iapodi, i Liburni si sostituirono alla precedente cultura dei castellieri, che caratterizzò l'area geografica dell'Adriatico nordorientale durante l'età del bronzo. È noto che le donne liburniche godessero di una libertà superiore rispetto a quelle dei popoli limitrofi.
Dal punto di vista della tradizione sepolcrale, i Liburni conservavano ancora l'antica inumazione in posizione fetale, caratteristica comune ai Dalmati, ma che li distanziava dalle pratiche funerarie degli Istri e dei Veneti. Alla fine del I millennio a.C. erano dediti alla pirateria e ai commerci marittimi che dall'Adriatico (nella zona di Iader) si spingevano fino al Tirreno. Fondarono anche alcune colonie in Italia, come Truentum alla foce del Tronto, ed ebbero anche uno scalo a Cuma.
Insegnarono ai Romani l'arte della navigazione, e da loro deriva il nome della nave veloce liburna. Utilizzata per la prima volta durante la battaglia di Azio, fu adottata da Augusto come modello per le sue flotte, risultando la migliore tra le navi a disposizione. Secondo quanto ci racconta Vegezio, le navi liburniche erano normalmente costruite in legno di cipresso, pino domestico o silvestre, larice e abete. Le travi erano fissate con chiodi di bronzo, preferito al ferro che si arrugginisce per l'acqua.
(Vegezio, IV, 34.3.)

## Lingua
La teoria più accreditata vede identificato la lingua liburnica come lingua indoeuropea; tuttavia, la presenza al suo interno di elementi pre-indoeuropei caratteristici del Mediterraneo antico rende difficile una chiara classificazione all'interno della famiglia linguistica indoeuropea. Non sono sopravvissuti documenti scritti in lingua liburnica e le uniche testimonianze linguistiche disponibili sono i toponimi, antroponimi e nomi gentilizi della Liburnia, conservatisi nella forma latinizzata del I secolo. Studiando l'onomastica della provincia romana della Dalmazia, Géza Alföldy concluse che i Liburni e gli Istri appartenevano alla zona di influenza venetica. Jürgen Untermann, invece, collegò solo i liburni della costa istriana orientale e del Quarnaro ai Veneti. Untermann classificò i nomi liburnici in tre gruppi: uno nella Liburnia settentrionale strutturalmente simile a quello degli Istri e dei Veneti; un altro legato ai Dalmati, agli Iapodi e agli altri Illiri della terraferma a sud del territorio dei liburni; e un terzo gruppo di nomi comune in tutto il territorio liburnico, senza alcuna relazione con i popoli circostanti.